# Ca l'Artigues (Pl. Clarà)
Ca l'Artigues és una obra eclèctica d'Olot (Garrotxa) protegida com a bé cultural d'interès local.

## Descripció
Situada a la Plaça Clarà, té una galeria porticada amb sis arcs de mig punt a un costat, i a l'altre només un. L'edifici té dos pisos: al primer pis hi ha un boínder (amb estructura de ferro) i diverses finestres amb frontons d'inspiració clàssica; al segon només n'hi ha balcons rematats per llindes. A sobre de la cornisa hi ha una barana de pedra. Destaca també l'ús del rajol vist.

## Història
Edifici conegut també com a Casa Artigas, forma part del planejament global de la Plaça Clarà juntament amb diverses fileres d'habitatges realitzats per Esteve Pujol i Joan Cordomí des del 1863 al 1904. Aquesta edificació és la més important. L'obra del mestre d'obres i arquitecte Esteve Pujol està documentada a Olot almenys entre el 1861 i el 1904, coincidint la seva activitat amb l'eclecticisme del modernisme.